# NV Большого Пса
NV Большого Пса (лат. NV Canis Majoris) — двойная затменная переменная звезда типа Алголя (EA) в созвездии Большого Пса на расстоянии (вычисленном из значения параллакса) приблизительно 19208 световых лет (около 5889 парсеков) от Солнца. Видимая звёздная величина звезды — от +17,01m до +16,4m. Орбитальный период — около 1,1885 суток.